# ニオブララ郡 (ワイオミング州)
座標: 北緯43度05分 西経104度47分 / 北緯43.083度 西経104.783度
ニオブララ郡 (英: Niobrara County) は、アメリカ合衆国ワイオミング州にある郡。2005年の推定人口は2,286人で、州内では一番少ない。郡庁所在地はラスク (Lusk)である。

## 歴史
ニオブララ郡は1911年に組織された。

## 地理
アメリカ合衆国統計局によると、この郡は総面積6,806 km2 (2,628 mi2) である。このうち6,801 km2 (2,626 mi2) が陸地で、5 km2 (2 mi2) が水面である。総面積の0.08%が水面となっている。

### 隣接する郡
- ウェストン郡（北）
- カスター郡 (サウスダコタ州)(Custer County)（北東）
- フォールリバー郡 (サウスダコタ州)(Fall River County)（東）
- スー郡 (ネブラスカ州)(Sioux County)（南東）
- ゴシェン郡（南）
- プラット郡（南西）
- コンヴァース郡（西）

## 人口動静

ニオブララ郡の人口ピラミッド

2000年現在の国勢調査で、この郡は2,407人、1,011世帯、及び679家族が暮らしている。人口密度は0/km2 (1/mi2) で、0/km2 (0/mi2) の平均的な密度に1,338軒の住居が建っている。この郡の人種的構成は白人98.05%、アフリカン・アメリカン0.12%、先住民0.50%、アジア系0.12%、その他の人種0.50%、及び混血0.71%で、人口の1.50%がヒスパニックまたはラテン系である。人口のうち35.1%がドイツ系、18.7%がイングランド系、11.2%がアイルランド系、5.7%がアメリカ系移民の子孫である。
1,011世帯のうち、27.10%は18歳未満の子供と暮らしており、57.60%は夫婦で生活している。6.00%は未婚の女性が世帯主であり、32.80%は家族以外の住人と同居している。29.50%は独身の居住者が住んでおり、14.10%は65歳以上で独居である。1世帯あたりの平均人数は2.28人であり、家庭の場合は2.81人である。
郡内の住民は22.60%が18歳未満の未成年、18歳以上24歳以下が6.10%、25歳以上44歳以下が26.00%、45歳以上64歳以下が26.60%、及び65歳以上が18.70%にわたっている。中央値年齢は43歳である。女性100人ごとに対して男性は95.20人いて、18歳以上の女性100人ごとに対して男性は88.80人いる。
この郡の世帯ごとの平均的な収入は29,701米ドルであり、家族ごとでは33,714米ドルである。男性の25,909米ドルに対して女性は17,016米ドルの平均的な収入がある。この郡の一人当たりの収入 (per capita income) は15,757米ドルである。人口の13.40%及び家族の10.70%は貧困線以下である。18歳未満の15.00%及び65歳以上の15.60%は貧困線以下の生活を送っている。

## コミュニティー

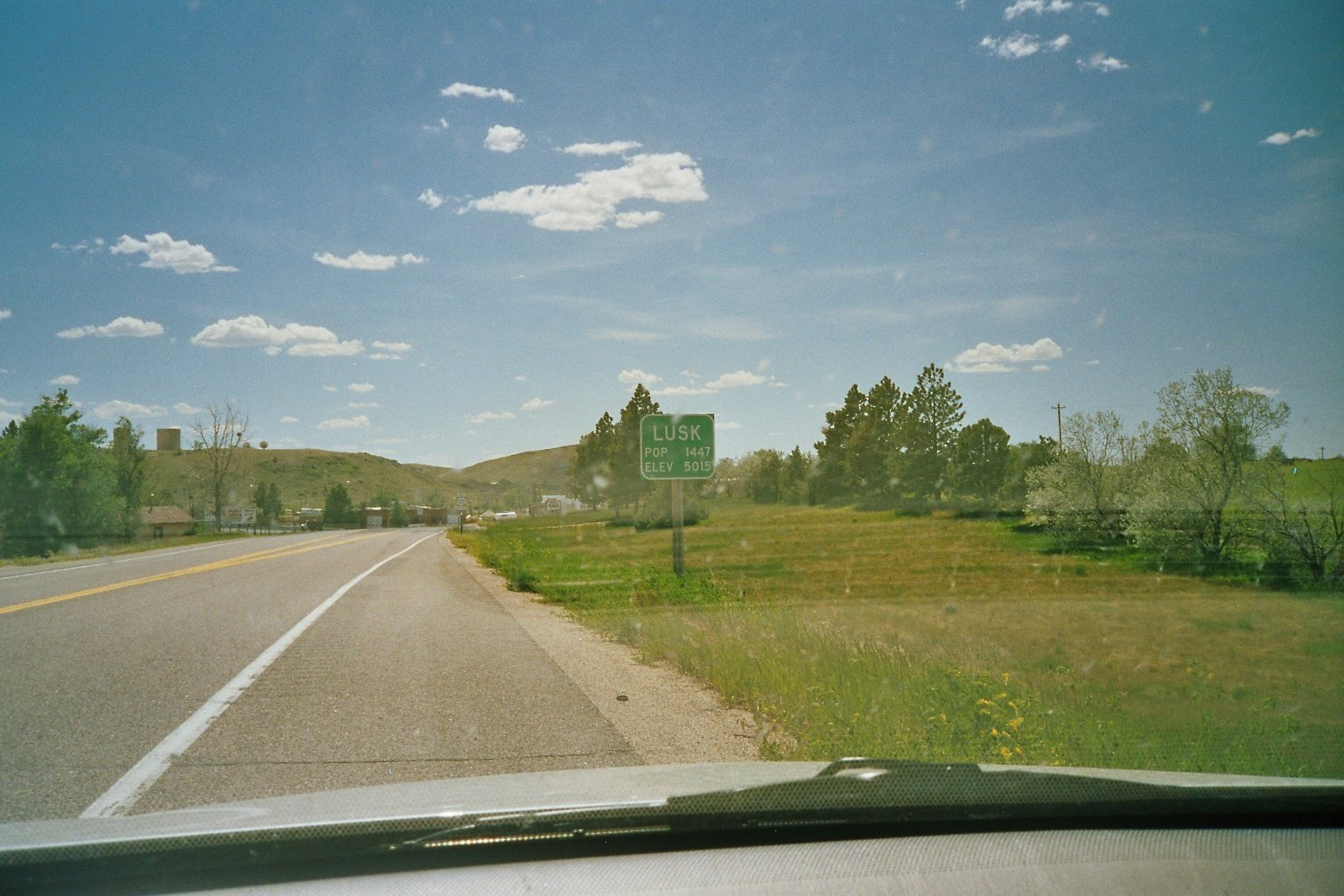
ラスクの標識。
（2004年6月撮影）

町
- ラスク（en:Lusk, Wyoming）
- マンヴィル（en:Manville, Wyoming）
- ヴァン・タッセル（en:Van Tassell, Wyoming）

国勢調査指定地域
- ランス・クリーク（en:Lance Creek, Wyoming）